# 落跑鬧鐘

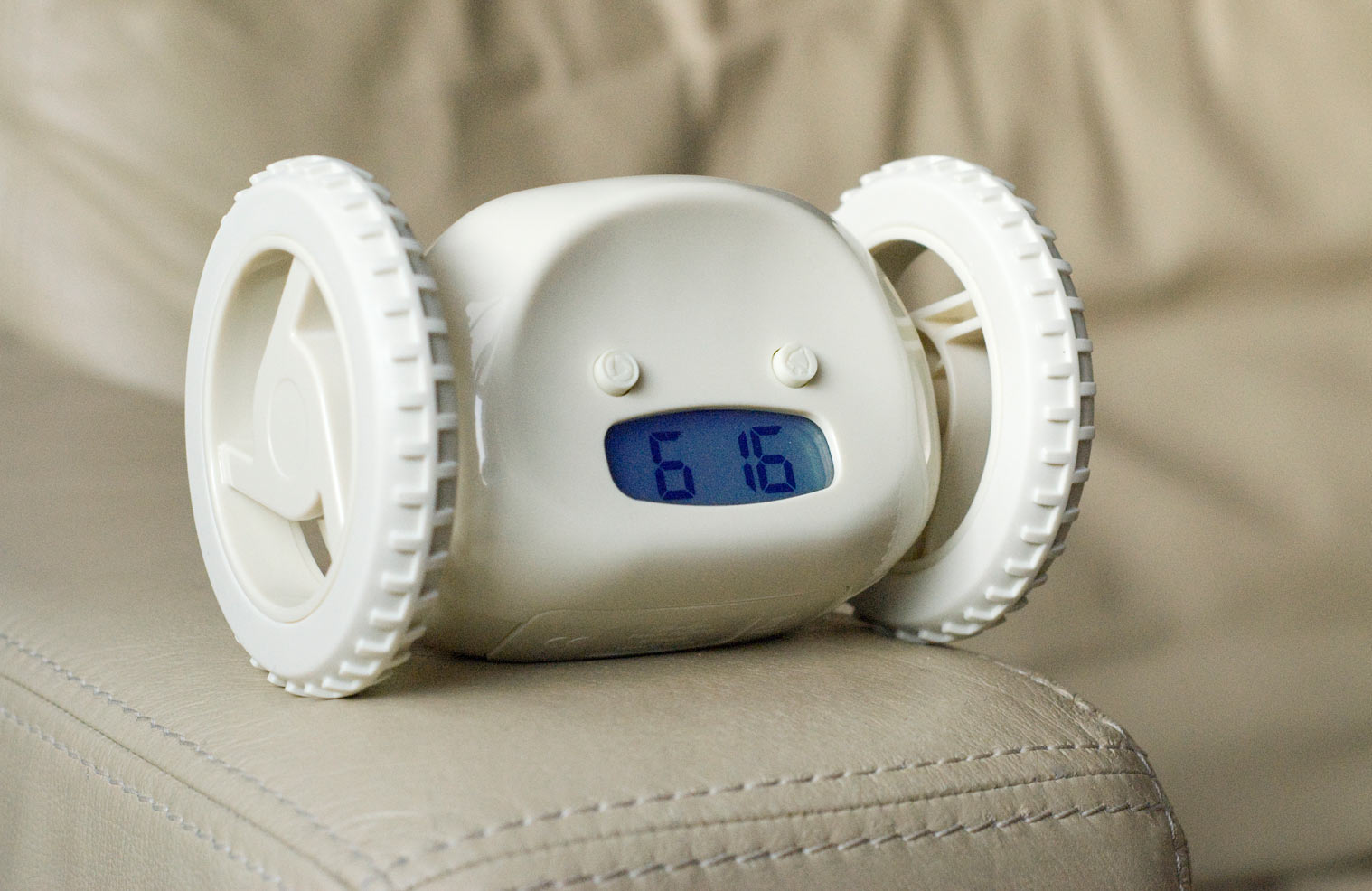
Clocky

落跑鬧鐘是一種配備車輪的鬧鐘，它能夠隱藏自身以強迫擁有者起床尋找並關掉之。此鬧鐘是由MIT媒体实验室工业设计班畢業生高利·南達设计，並於2005年獲得搞笑諾貝爾經濟獎。當南達畢業後，她便開創了自己的公司，並把落跑鬧鐘商品化。

## 歷史
南達用了3天完成落跑鬧鐘的原型，其外表被鋪上一層粗毛地毯以令它看似一隻寵物。  
當她完成設計落跑鬧鐘後，她並沒有打算繼續開發鬧鐘或把鬧鐘商品化。可是，當MIT媒体实验室網站展示落跑鬧鐘相關資訊後，大眾對其關注度開始提升。不少科技產品博客均有關於落跑鬧鐘的討論，其中包括Gizmodo、Engadget和波音波音。在兩個星期內，落跑鬧鐘已經成為一個網絡迷因，且南達亦獲邀在早安美國上展示落跑鬧鐘。
南達之後為鬧鐘申請了專利，並在其家人的支持下離開MIT，並且創立了自己的公司。南達改造了鬧鐘，去除了粗毛地毯，但外形仍然看似動物。截至於2012年10月，南達公司已經售出了50萬部落跑鬧鐘。
落跑鬧鐘的開發和營銷成為了哈佛商學院的案例分析之一。
於2010年，落跑鬧鐘在波蘭小工具比賽（Gadżet Roku 2010）中奪冠。於2011年，落跑鬧鐘在波蘭年度禮物比賽中獲得第三名。

## 操作
落跑鬧鐘的功能與一個定時鬧鐘相同，只是落跑鬧鐘會在響起後自動走動。落跑鬧鐘內設有一個微处理器，令到落跑鬧鐘會以一個隨機速度，向著隨機方向走動。當它撞上障礙物時，亦能夠自動改變方向。落跑鬧鐘的兩個大車輪設有減震器，以免鬧鐘在床頭櫃掉到地面上時摔破。落跑鬧鐘響起後會自動走動，能強迫擁有者起床尋找並關掉之，並達到讓擁有者「起床」的目的。

## Tocky
Tocky是落跑鬧鐘的第二代版本，首次於2010年以「落跑鬧鐘技術嫻熟的表弟」的名號發售。Tocky和落跑鬧鐘相同，都會在響起後自動走動。可是，Tocky是球體的，並以滾動的方式移動。Tocky亦設有一個觸摸屏，更能夠錄音。

## 外部連結
- nandahome.com （页面存档备份，存于） - 官方站点
- blog.tboox.com - 桑达闹钟